# KsOd IIIa
Die Dampflokomotivreihe KsOd IIIa war eine Güterzug-Schlepptenderlokomotivreihe der Kaschau-Oderberger Bahn (KsOd).
Diese sieben Lokomotiven wurden 1868 (vier Stück) und 1869 (drei Stück) von Sigl in Wr. Neustadt geliefert.
Sie hatten Außenrahmen, Außentriebwerk und Hallsche Kurbeln.
Bei der Verstaatlichung der KsOd 1924 kamen alle sieben Fahrzeuge zur ČSD, die ihnen die Bezeichnung 321.101–107 gab und sie bis 1928 ausmusterte.